# Gereformeerde kerk (Roermond)

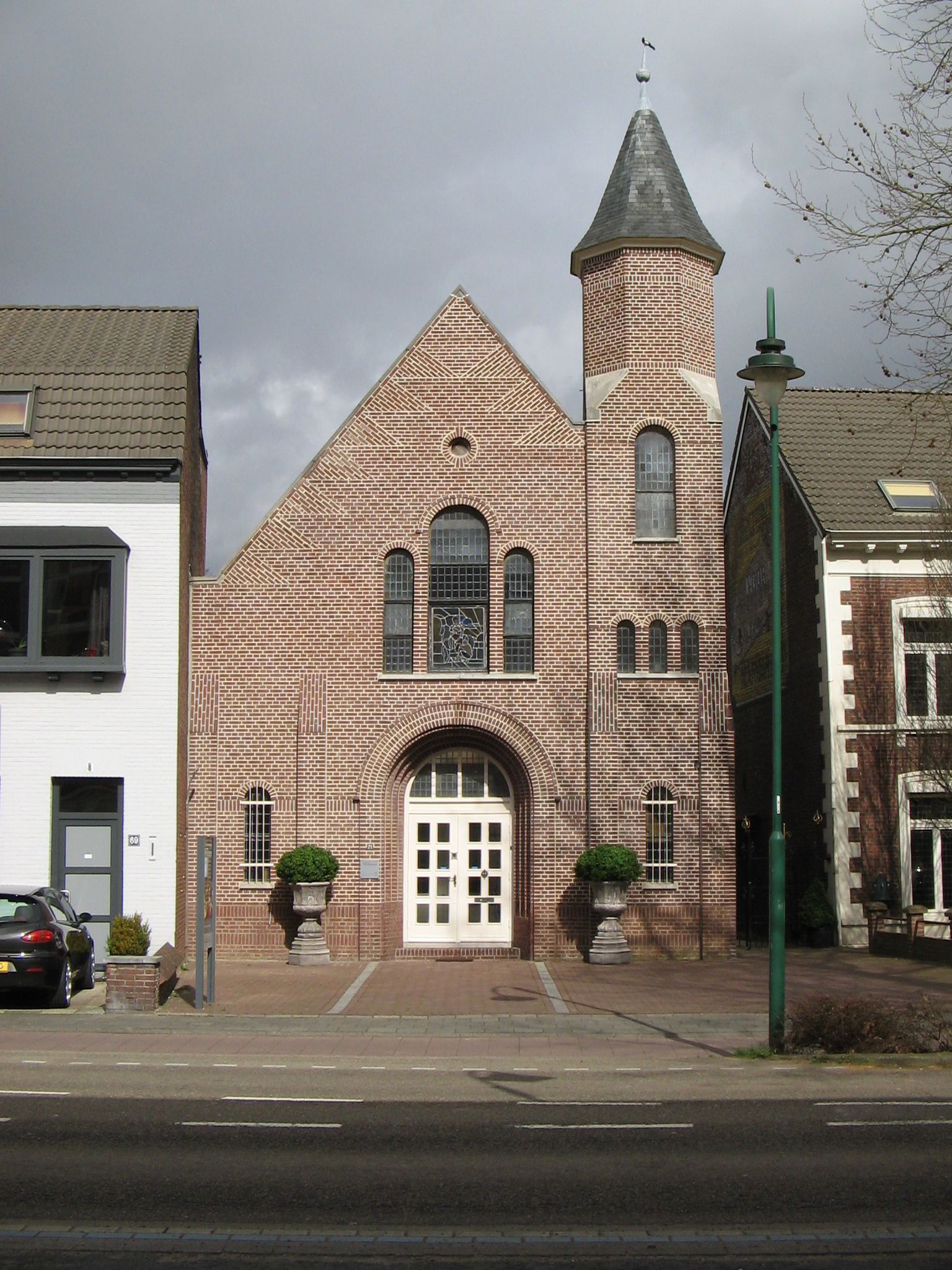
Gereformeerde kerk

De voormalige Gereformeerde kerk is een kerk in Roermond, gelegen aan Kapellerlaan 71.
Het betreft een klein, neoromaans ogend bakstenen zaalkerkje onder zadeldak, met rechts van de voorgevel een aangebouwde vierkant torentje met achtkante bovenbouw gedekt door een spits in tentdak.
Het kerkje werd in 1921 gebouwd en architect was Joost Klaarenbeek. In 1973 werd het buiten gebruik gesteld en daarna was het nog cultureel centrum (Oos Kirk), uitvaartcentrum (Willems Kapel) en woonhuis.